# Sidney Flanigan
Sidney Flanigan (Buffalo, 19 ottobre 1998) è un'attrice statunitense.

## Biografia
Ha esordito nel 2020 interpretando un'adolescente di provincia che cerca di abortire nel film indipendente Mai raramente a volte sempre. Flanigan aveva conosciuto la regista Eliza Hittman all'età di 14 anni, durante le riprese di un documentario in una casa comune di juggalos dove viveva il suo ragazzo.

## Filmografia
- Mai raramente a volte sempre (Never Rarely Sometimes Always), regia di Eliza Hittman (2020)

## Riconoscimenti
- Boston Society of Film Critics Award
  - 2020 – Migliore attrice per Mai raramente a volte sempre
- Critics' Choice Awards
  - 2021 – Candidatura alla miglior attrice per Mai raramente a volte sempre
- Chicago Film Critics Association Award
  - 2020 – Miglior performance rivelazione per Mai raramente a volte sempre
- Gotham Independent Film Awards
  - 2020 – Candidatura alla miglior interprete rivelazione per Mai raramente a volte sempre
- Independent Spirit Awards
  - 2021 – Candidatura alla miglior attrice protagonista per Mai raramente a volte sempre
- National Board of Review Award
  - 2021 – Miglior performance rivelazione per Mai raramente a volte sempre
- New York Film Critics Circle Award
  - 2020 – Migliore attrice protagonista per Mai raramente a volte sempre